# Lynx (software)
Lynx è un browser web testuale che utilizza un terminale con cursore posizionabile su celle di testo.

## Storia
Lynx venne sviluppato dall'Academic Computing Services dell'Università del Kansas, dove venne originalmente sviluppato da Lou Montulli, Michael Grobe e Charles Rezac e Garrett Blythe già creatore di DosLynx e in seguito aderente al progetto Lynx. Foteos Macrides portò gran parte di Lynx in OpenVMS e lo gestì per un breve periodo.
Nel 1995, Lynx fu rilasciato secondo la licenza GNU General Public License ed è ora sviluppato da un gruppo di volontari. Attualmente è un prodotto del Distributed Computing Group.
Una notizia del 2005 riporta che qualcuno sarebbe stato messo in carcere per aver usato Lynx per accedere al sito delle donazioni per l'emergenza dello tsunami, perché l'amministratore di sistema alla British Telecom interpretò l'accesso "non standard" nei log come un tentativo di hacking.

## Caratteristiche
Per navigare con Lynx è necessario evidenziare il link scelto usando i tasti per muovere il cursore, o avendo tutti i link della pagina numerati, selezionare il numero del link. Le ultime versioni supportano SSL e molte caratteristiche dell'HTML. Le tabelle perdono la loro struttura in quanto ogni cella viene visualizzata di seguito all'altra, mentre i frame vengono identificati da un nome e possono essere visualizzati come fossero pagine indipendenti.
Grazie alla sua interfaccia facilmente compatibile con la sintesi vocale, Lynx era popolare tra gli utenti non vedenti, ma la diffusione di migliori screen reader ne ha ridotto l'impiego in questo ambito.
I suoi maggiori concorrenti sono Links (con le varianti Links2 e ELinks) e w3m.

## Sistemi operativi supportati
Lynx era originariamente progettato per Unix e VMS e rimane uno dei browser testuali più popolari su Linux. Ci sono versioni disponibili per DOS tra cui quella chiamata DosLynx.
Versioni recenti girano anche su Microsoft Windows. Esiste anche una versione per Macintosh chiamata MacLynx "per System 7 e successive", ma non è regolarmente aggiornata.